# Atletica leggera ai Giochi della VII Olimpiade

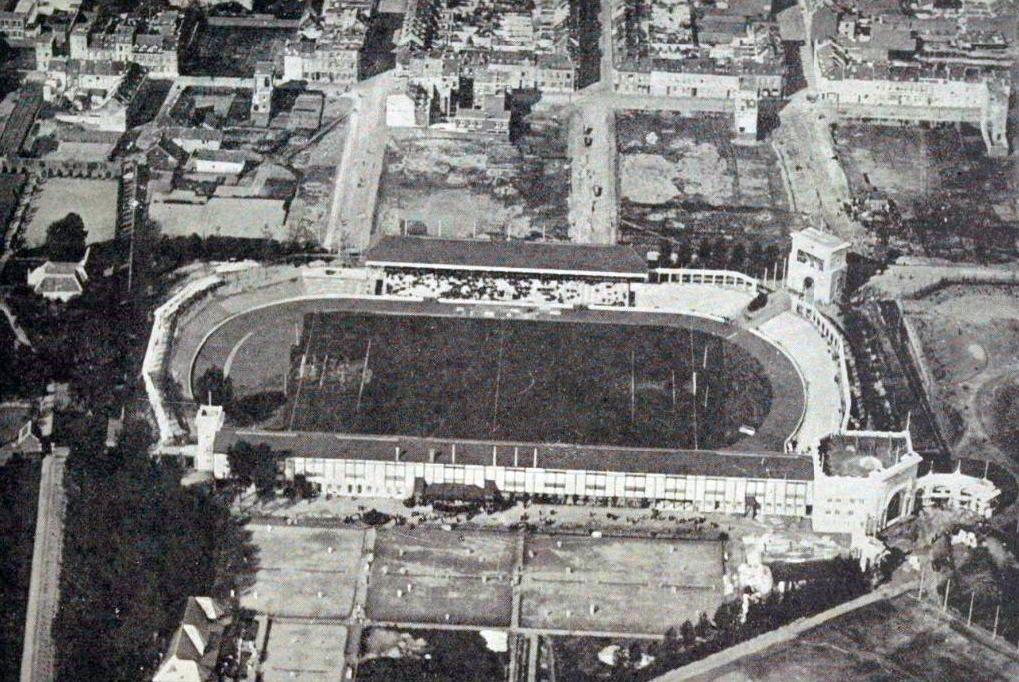
Lo Stadio Olimpico di Anversa

Ai Giochi della VII Olimpiade di Anversa 1920 sono stati assegnati 30 titoli in gare di atletica leggera.
- 30 titoli in palio
- Durata del programma: dal 15 al 23 agosto 1920
- Nazioni partecipanti: 25[1]
- Atleti partecipanti: 508 (tutti uomini)[1]
- Sede delle gare: Stadio Olimpico di Anversa. Pista m 389,80, in cenere con 6 corsie. La pista, nuova, è realizzata con gli stessi componenti di quella di Stoccolma, però si rivelerà tutt'altro che veloce.
- Il numero di atleti che una singola nazione può iscrivere in ciascuna specialità viene ridotto a 4 + 2 riserve.
- I salti da fermo vengono esclusi dai Giochi. Il programma dei concorsi prevede 4 salti e 4 lanci e rimarrà immutato fino ad oggi.
- 4 nuovi record mondiali, 5 nuovi record olimpici.

## Partecipazione
Non sono invitati i Paesi aggressori nella prima guerra mondiale: Germania, Austria, Ungheria, Bulgaria (che non ha mai partecipato ai Giochi) e Turchia. La Boemia, ora parte della Cecoslovacchia, è l'unico territorio dell'ex impero austro-ungarico ammesso ai Giochi.
Tutti i Paesi partecipanti selezionano una squadra ufficiale. Negli Stati Uniti gli Olympic Trials del 1920 si tengono sulle distanze inglesi poiché assegnano in concomitanza anche il titolo nazionale. Ma, dalle edizioni successive, i Trials verranno sempre corsi sulle distanze metriche, anche quando saranno abbinati ai Campionati nazionali.
Le 25 nazioni che prendono parte alle gare di atletica leggera ai VII Giochi olimpici sono:
| Paese                             | Atleti |
| --------------------------------- | ------ |
| Australia                         | 4      |
| Belgio                            | 42     |
| Canada                            | 14     |
| Cecoslovacchia                    | 16     |
| Cile                              | 2      |
| Danimarca                         | 18     |
| Egitto                            | 2      |
| Estonia                           | 7      |
| Finlandia                         | 26     |
| Francia                           | 59     |
| Giappone                          | 11     |
| Regno Unito (comprende l'Irlanda) | 41     |
| Grecia                            | 9      |
| India Britannica                  | 3      |
| Italia                            | 24     |
| Lussemburgo                       | 6      |
| Monaco                            | 2      |
| Norvegia                          | 16     |
| Nuova Zelanda                     | 2      |
| Paesi Bassi                       | 11     |
| Spagna                            | 14     |
| Stati Uniti                       | 90     |
| Sudafrica                         | 13     |
| Svezia                            | 64     |
| Svizzera                          | 13     |

Hanno ottenuto l'indipendenza dopo la prima guerra mondiale: Australia, Nuova Zelanda, Cecoslovacchia ed Estonia.

È la prima partecipazione nell'atletica leggera con una squadra ufficiale per: India, Egitto, Principato di Monaco e Spagna.

Oltre ai paesi aggressori della prima guerra mondiale sono assenti, rispetto a Stoccolma 1912: Portogallo, Russia (ora Unione Sovietica) e Serbia (ora parte della Jugoslavia).

L'atletica leggera è una disciplina popolare solamente in Europa. Se si volge lo sguardo al di fuori del Vecchio continente si trovano quasi esclusivamente Paesi di lingua inglese. Tolti questi, rimangono delle singolarità, come il Giappone (Asia) e il Cile (Americhe). Manca, ad eccezione dell'Egitto, completamente l'Africa.

## Il punto tecnico

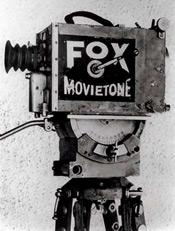
L'atletica ad Anversa (Dal minuto 4'12" fino al minuto 7'13"; con didascalie in italiano)

Nel 1913 si è costituita a Berlino la Federazione mondiale degli sport atletici («International Amateur Athletic Federation», IAAF). Il nuovo organismo approva regolamenti tecnici omogenei e stabilisce i pesi e le misure di attrezzi e ostacoli; inoltre riscrive in senso moderno i programmi olimpici: viene deciso l'abbandono dei salti da fermo e dei lanci a due braccia. Invece rimangono in programma il lancio del martello con maniglia corta e il tiro alla fune. Sarà l'ultima apparizione ai Giochi per entrambe. La IAAF non ha ancora la forza di imporre ai vari paesi membri un regolamento uguale per tutti.
Molte delle innovazioni di Stoccolma 1912 non vengono ripresentate: ritornano le cordicelle nelle gare di velocità, ritorna anche il cronometraggio al quinto di secondo e l'ufficializzazione è limitata al tempo del vincitore (a Stoccolma riguardava invece i primi tre). L'unica novità positiva è l'uso di un sistema di rilevazione fotografica dell'arrivo più progredito rispetto a quello usato a Stoccolma. Ad Anversa infatti viene introdotto il primo precursore dei moderni sistemi di rilevazione cronometrica. Si tratta di un congegno fotografico nel quale l'immagine di un quadrante cronometrico si sovrappone alla pellicola dell'arrivo, permettendo così di abbinare i tempi della fase della corsa ai concorrenti giunti al traguardo.
La gara delle siepi si corre ancora sull'erba. Per la prima volta la distanza è fissata in 3 000 metri.
Le prove di marcia si disputano nella pista dello stadio.
Regolamento dei lanci: normalmente qualificazione e finale si disputano lo stesso giorno. Ad Anversa invece il turno qualificazione si disputa il giorno prima della finale. Non cambia invece la regola secondo cui anche i lanci di qualificazione fanno classifica.
Viene inaugurata la nuova tabella del Decathlon. La cronologia ufficiale del record partirà comunque dal 1922 (con una prestazione inferiore al record di Jim Thorpe a Stoccolma). La tabella rimarrà in vigore fino al 1934 compreso.

## Calendario
| Uomini      |            |                |                 |                |                        |                         |                         |                     |    |    |  |
| 100 m       | 100 m      |                |                 | 200 m          | 200 m                  | Staffetta 4 × 100 m     | Staffetta 4 × 100 m     |                     | 30 |    |  |
| 400 m ost.  | 400 m ost. | 110 m ost.     | 110 m ost.      | 400 m          | 400 m                  |                         | Staffetta 4 × 400 m     | Staffetta 4 × 400 m | 30 |    |  |
| 800 m       |            | 800 m          | 1500 m          | 1500 m         |                        |                         |                         |                     | 30 |    |  |
|             | 5000 m     | 5000 m         | 3000 m siepi    | 10000 m        | 10000 m e 3000 m siepi | 3000 m a squadre        | 3000 m a squadre        | Cross               | 30 |    |  |
|             |            | Marcia 10000 m | Marcia 10000 m  |                | Marcia 3000 m          | Marcia 3000 m           | Maratona                |                     | 30 |    |  |
| Alto        |            | Alto           | Asta            |                | Asta                   | Disco                   | Disco                   |                     | 30 |    |  |
|             |            | Lungo          | Lungo           | Triplo         |                        | Triplo                  |                         |                     | 30 |    |  |
| Giavellotto |            | Peso           | Peso e Martello |                | Martello con maniglia  | Martello con maniglia   |                         |                     | 30 |    |  |
|             | Pentathlon | Tiro alla fune | Tiro alla fune  | Tiro alla fune | Tiro alla fune         | Decathlon (1ª giornata) | Decathlon (2ª giornata) |                     | 30 |    |  |
|             |            |                |                 |                |                        |                         |                         |                     |    |    |  |
| Titoli      | 1          | 3              | 3               | 5              | 1                      | 6                       | 3                       | 5                   | 3  | 30 |  |

|  | Qualificazioni |  | Finali |

Nel 1912 a Stoccolma erano stati elaborati dei criteri che avevano consentito una distribuzione razionale delle gare. Ad Anversa, purtroppo, si torna indietro. Si nota infatti che:
- Velocità: i 400 metri si sovrappongono ai 200 metri; ancora sui 400 metri piani: mentre a Stoccolma la finale si disputava il giorno dopo la semifinale, ad Anversa i due turni si svolgono nello stesso giorno[8]
- Fondo: i 10 000 vengono dopo i 5 000;
- Fondo: i due turni dei 10 000 metri (Qualificazione e Finale) sono svolti in due giorni consecutivi (poco riposo), mentre tra i due turni dei 3 000 siepi viene intervallato un giorno. La decisione appare cervellotica: molto più riposo per una gara più corta. Lo stesso rapporto sbilanciato si osserva tra 1 500 e 800 metri;
- Salti e lanci: non c'è un criterio di distribuzione delle gare;
- Alcuni concorsi si disputano in due giorni consecutivi (Qualificazione+Finale); in altri casi tra qualificazione e finale viene intervallato un giorno. Manca la spiegazione logica di tale differenza.

## Nuovi record
I record mondiali sono, per definizione, anche record olimpici.
| Nuovo record mondiale in | 4 specialità: | 110 hs, 400 hs, staffetta 4 × 100 m e salto con l'asta.                  |
| Nuovo record olimpico in | 5 specialità: | 3 000 siepi, maratona salto in alto, lancio del giavellotto e decathlon. |

## Risultati delle gare
| Specialità | Oro                                                                          | Risultato   | Argento                                                            | Risultato   | Bronzo                                                           | Risultato   | Dettagli            |
| --- | ---------------------------------------------------------------------------- | ----------- | ------------------------------------------------------------------ | ----------- | ---------------------------------------------------------------- | ----------- | ------------------- |
| 100 m | Charley Paddock                                                              | 10"8        | Morris Kirksey                                                     | 10"8        | Harry Edward                                                     | 11"0        | Classifica completa |
| 200 m | Allen Woodring                                                               | 22"0        | Charley Paddock                                                    | 22"0        | Harry Edward                                                     | 22"1        | Classifica completa |
| 400 m | Bevil Rudd                                                                   | 49"6        | Guy Butler                                                         | 49"9        | Nils Engdahl                                                     | 50"0        | Classifica completa |
| 800 m | Albert Hill                                                                  | 1'53"4      | Earl Eby                                                           | 1'53"7      | Bevil Rudd                                                       | 1'53"7      | Classifica completa |
| 1500 m | Albert Hill                                                                  | 4'01"8      | Philip Noel-Baker                                                  | 4'02"4      | Lawrence Shields                                                 | 4'03"1      | Classifica completa |
| 5000 m | Joseph Guillemot                                                             | 14'55"6     | Paavo Nurmi                                                        | 15'00"0     | Eric Backman                                                     | 15'13"0     | Classifica completa |
| 10000 m | Paavo Nurmi                                                                  | 31'45"8     | Joseph Guillemot                                                   | 31'47"2     | James Wilson                                                     | 31'50"8     | Classifica completa |
| 3000 m siepi | Percy Hodge                                                                  | 10'00"4     | Patrick Flynn                                                      | 10'21"0     | Ernesto Ambrosini                                                | 10'32"0     | Classifica completa |
| 110 m ostacoli | Earl Thomson                                                                 | 14"8        | Harold Barron                                                      | 15"0        | Fred Murray                                                      | 15"2        | Classifica completa |
| 400 m ostacoli | Frank Loomis                                                                 | 54"0        | John Norton                                                        | 54"6        | August Desch                                                     | 54"7        | Classifica completa |
| 3000 m a squadre | Stati Uniti Horace Brown Arlie Schardt Ivan Dresser                          | 10 p.       | Gran Bretagna Joe Blewitt Albert Hill William Seagrove             | 20 p.       | Svezia Eric Backman Sven Lundgren Edvin Wide                     | 24 p.       | Classifica completa |
| Maratona | Hannes Kolehmainen                                                           | 2h32'35"8   | Jüri Lossmann                                                      | 2h32'48"6   | Valerio Arri                                                     | 2h36'32"8   | Classifica completa |
| Marcia 3000 m | Ugo Frigerio                                                                 | 13'14"2     | George Parker                                                      | 13'20"6     | Richard Remer                                                    | 13'23"6     | Classifica completa |
| Marcia 10000 m | Ugo Frigerio                                                                 | 48'06"2     | Joseph Pearman                                                     | 49'49"8     | Charlie Gunn                                                     | 49'54"4     | Classifica completa |
| Corsa campestre individuale | Paavo Nurmi                                                                  | 27'15"0     | Eric Backman                                                       | 27'15"6     | Heikki Liimatainen                                               | 27'37"0     | Classifica completa |
| Corsa campestre a squadre | Finlandia Paavo Nurmi Heikki Liimatainen Teodor Koskenniemi                  | 10 p.       | Gran Bretagna James Wilson Anton Hegarty Alfred Nichols            | 21 p.       | Svezia Eric Backman Gustaf Mattsson Hilding Ekman                | 23 p.       | Classifica completa |
| Salto in alto | Richmond Landon                                                              | 1,935 m     | Harold Muller                                                      | 1,900 m     | Bo Ekelund                                                       | 1,900 m     | Classifica completa |
| Salto con l'asta | Frank Foss                                                                   | 4,09 m      | Henry Petersen                                                     | 3,70 m      | Edwin Myers                                                      | 3,60 m      | Classifica completa |
| Salto in lungo | William Petersson                                                            | 7,150 m     | Carl Johnson                                                       | 7,095 m     | Erik Abrahamsson                                                 | 7,080 m     | Classifica completa |
| Salto triplo | Vilho Tuulos                                                                 | 14,505 m    | Folke Jansson                                                      | 14,480 m    | Erik Almlöf                                                      | 14,275 m    | Classifica completa |
| Getto del peso | Ville Pörhölä                                                                | 14,810 m    | Elmer Niklander                                                    | 14,155 m    | Harry Liversedge                                                 | 14,150 m    | Classifica completa |
| Lancio del disco | Elmer Niklander                                                              | 44,685 m    | Armas Taipale                                                      | 44,190 m    | Gus Pope                                                         | 42,130 m    | Classifica completa |
| Lancio del martello | Patrick Ryan                                                                 | 52,875 m    | Carl Johan Lind                                                    | 48,430 m    | Basil Bennett                                                    | 48,250 m    | Classifica completa |
| Martello con maniglia corta | Patrick McDonald                                                             | 11,265 m    | Patrick Ryan                                                       | 10,965 m    | Carl Johan Lind                                                  | 10,250 m    | Classifica completa |
| Lancio del giavellotto | Jonni Myyrä                                                                  | 65,78 m     | Urho Peltonen                                                      | 63,50 m     | Paavo Johansson                                                  | 63,09 m     | Classifica completa |
| Pentathlon | Eero Lehtonen                                                                | 14 p.       | Everett Bradley                                                    | 24 p.       | Hugo Lahtinen                                                    | 26 p.       | Classifica completa |
| Decathlon | Helge Løvland                                                                | 6803,355 p. | Brutus Hamilton                                                    | 6771,085 p. | Bertil Ohlson                                                    | 6580,030 p. | Classifica completa |
| Staffetta 4 × 100 m | Stati Uniti Charley Paddock Jackson Scholz Loren Murchison Morris Kirksey    | 42"2        | Francia René Lorain René Tirard René Mourlon Émile Ali-Khan        | 42"5        | Svezia Agne Holmström William Petersson Sven Malm Nils Sandström | 42"8        | Classifica completa |
| Staffetta 4 × 400 m | Gran Bretagna Cecil Griffiths Robert Lindsay John Ainsworth-Davis Guy Butler | 3'22"2      | Sudafrica Henry Dafel Clarence Oldfield Jack Oosterlaak Bevil Rudd | 3'24"2      | Francia Géo André Gaston Féry Maurice Delvart André Devaux       | 3'24"8      | Classifica completa |
| Tiro alla fune | Gran Bretagna                                                                |             | Paesi Bassi                                                        |             | Belgio                                                           |             | Classifica completa |
| record mondiale; record olimpico; record mondiale stagionale; record africano; record asiatico; record europeo; record nord-centroamericano e caraibico; record sudamericano; record oceaniano; record nazionale; record personale; record personale stagionale. |                                                                              |             |                                                                    |             |                                                                  |             |                     |

## Medagliere
| Posizione | Paese         |    |    |    | Totale |
| --------- | ------------- | -- | -- | -- | ------ |
| 1         | Stati Uniti   | 9  | 12 | 8  | 29     |
| 2         | Finlandia     | 9  | 4  | 3  | 16     |
| 3         | Gran Bretagna | 5  | 4  | 4  | 13     |
| 4         | Italia        | 2  | 0  | 2  | 4      |
| 5         | Svezia        | 1  | 3  | 10 | 14     |
| 6         | Francia       | 1  | 2  | 1  | 4      |
| 7         | Sudafrica     | 1  | 1  | 1  | 3      |
| 8         | Canada        | 1  | 0  | 0  | 1      |
| 8         | Norvegia      | 1  | 0  | 0  | 1      |
| 10        | Australia     | 0  | 1  | 0  | 1      |
| 10        | Danimarca     | 0  | 1  | 0  | 1      |
| 10        | Estonia       | 0  | 1  | 0  | 1      |
| 10        | Paesi Bassi   | 0  | 1  | 0  | 1      |
| 14        | Belgio        | 0  | 0  | 1  | 1      |
| Totale    | Totale        | 30 | 30 | 30 | 90     |